# Dawn of Victory
Dawn of Victory (с англ. — «Рассвет победы») — третий студийный альбом итальянской группы Rhapsody, вышедший в 2000 году. Журнал Metal Hammer включил Dawn of Victory в 200 лучших рок-альбомов всех времён.

## Концепция
Альбом продолжает сагу «Хроники Алгалорда», рассказывая о центральной части истории. Воин Льда, вернувшись с волшебным мечом, приходит на помощь людям осажденного Анцелота. Он прогоняет от стен города орды демонов и побеждает в поединке Даргора, Князя Теней. Акрон, владыка демонов, захвативший в плен прекрасную Айрин, требует у Воина меч в обмен на жизнь девушки. Но даже получив требуемое, злодей убивает её и её возлюбленного Арвальда, рыцаря Анцелота, погрузив обоих в кислоту. В сердце могучего Даргора поселяются сомнения в правоте демонов.
Текст от автора читает актёр Джей Лэнсфорд. Автор обложки — Марк Клиннерт.
На песню «Holy Thunderforce» был снят видеоклип и выпущен отдельный сингл.

## Список композиций
Слова и музыка всех песен — написаны Лукой Турилли и Алексом Старополи. В соло песни «Dawn of Victory» использован мотив русской народной песни «Яблочко»..
| №   | Название                                   | Длительность |
| --- | ------------------------------------------ | ------------ |
| 1.  | «Lux Triumphans»                           | 1:59         |
| 2.  | «Dawn of Victory»                          | 4:47         |
| 3.  | «Triumph for My Magic Steel»               | 5:44         |
| 4.  | «Village of Dwarves»                       | 3:52         |
| 5.  | «Dargor, Shadowlord of the Black Mountain» | 4:45         |
| 6.  | «The Bloody Rage of the Titans»            | 6:23         |
| 7.  | «Holy Thunderforce»                        | 4:18         |
| 8.  | «Trolls in the Dark»                       | 2:31         |
| 9.  | «Last Winged Unicorn»                      | 5:40         |
| 10. | «The Mighty Ride of the Firelord»          | 9:15         |

| №  | Название                                         | Автор(ы)                      | Длительность |
| -- | ------------------------------------------------ | ----------------------------- | ------------ |
| 1. | «Guardians» (кавер-версия Helloween)             | Михаэль Вайкат                | 4:23         |
| 2. | «The Mighty Ride of the Firelord» (Edit Version) | Лука Турилли, Алекс Старополи | 4:46         |
| 3. | «Holy Thunderforce» (Alternate Version)          | Л. Турилли, А. Старополи      | 4:20         |
| 4. | «Triumph for My Magic Steel» (Alternate Version) | Л. Турилли, А. Старополи      | 5:46         |

## Участники записи
| Rhapsody - Лука Турилли — гитара - Фабио Лионе — вокал - Алекс Старополи — клавишные - Алессандро Лотта — бас-гитара - Алекс Хольцварт — ударные | Приглашённые музыканты - Мэгги Ардорф — соло-скрипка - Констанция Бакс — женский бэк-вокал - Лоуренс Вэнрайн — детский голос в «Trolls in the Dark» - Томас Реттке, Чинция Риццо, Роберт Хунеке-Риццо, Оливер Хартман, Миро Роденберг, Флоринда Клайвиссер — хор - Хельмштадтский камерный хор под управлением Андреаса Ламкена. |

## Позиции в чартах
| Чарт                                | Позиция |
| ----------------------------------- | ------- |
| Финляндия (Suomen virallinen lista) | 39      |
| Франция (SNEP)                      | 56      |
| Италия (Classifica album)           | 49      |
| Швеция (Sverigetopplistan)          | 54      |